# 어느새 교환 일기
어느새 교환 일기(いつの間に交換日記) 또는 스왑노트(Swapnote), 닌텐도 레터 박스(Nintendo Letter Box)는 닌텐도 3DS 계열용 메시징 앱이다. 어느새 교환 일기는 2011년 12월 21일 일본에서 출시되었으며 2011년 12월 22일 유럽, 오스트레일리아, 북아메리카에 닌텐도 이숍을 통해 출시되었다. 추가 비용 없이 다운로드가 가능하며 신형 시스템이 사전 설치되어 있다. 어느새 교환 일기는 닌텐도 DS 계열용 픽토챗(PictoChat) 앱의 뒤를 잇는다.
2016년 11월, 닌텐도는 스왑두들(Swapdoodle)이라는 이름의 후속 앱을 출시했다.

## 기능
어느새 교환 일기를 통해 사용자는 스팟패스를 통해 손으로 쓰거나 그린 메시지를 등록된 친구들에게 전달하거나 스트리트패스를 통해 다른 사용자에게 전달할 수 있다. 이 앱은 또한 사용자들이 사진과 소리를 자유로이 자신들의 메시지에 추가할 수 있게 하며, 또 사용자들이 사진과 소리 아이콘의 위치와 방향을 변경할 수 있게 한다.